# Aminata Fall
Aminata Fall (Nguidilé, 13 agosto 1991) è una cestista senegalese.

## Carriera
Con il Senegal ha disputato i Campionati mondiali del 2018 e i Campionati africani del 2017.